# Rhabdophis chrysargos
Rhabdophis chrysargos är en ormart som beskrevs av Schlegel 1837. Rhabdophis chrysargos ingår i släktet Rhabdophis och familjen snokar. Inga underarter finns listade i Catalogue of Life.
Denna orm förekommer i Sydostasien från östra Myanmar och sydöstra Kina över Malackahalvön till västra och södra Filippinerna samt till Små Sundaöarna. Arten lever i kulliga områden och i bergstrakter mellan 200 och 1700 meter över havet. Den vistas i fuktiga skogar nära vattendrag. Honor lägger 3 till 10 ägg per tillfälle.
Beståndet hotas regionalt av skogsröjningar. Hela populationen anses vara stor. IUCN kategoriserar arten globalt som livskraftig.